# Lutfi Mammadbeyov
 (mai 2022).
 (mai 2022).
 (mai 2022).
La mise en forme du texte ne suit pas les recommandations de Wikipédia : il faut le « wikifier ».
Les points d'amélioration suivants sont les cas les plus fréquents :
- Les titres sont pré-formatés par le logiciel. Ils ne sont ni en capitales, ni en gras.
- Le texte ne doit pas être écrit en capitales (les noms de famille non plus), ni en gras, ni en italique, ni en « petit »…
- Le gras n'est utilisé que pour surligner le titre de l'article dans l'introduction, une seule fois.
- L'italique est rarement utilisé : mots en langue étrangère, titres d'œuvres, noms de bateaux, etc.
- Les citations ne sont pas en italique mais en corps de texte normal. Elles sont entourées par des guillemets français : « et ».
- Les listes à puces sont à éviter, des paragraphes rédigés étant largement préférés. Les tableaux sont à réserver à la présentation de données structurées (résultats, etc.).
- Les appels de note de bas de page (petits chiffres en exposant, introduits par l'outil «  Source ») sont à placer entre la fin de phrase et le point final[comme ça].
- Les liens internes (vers d'autres articles de Wikipédia) sont à choisir avec parcimonie. Créez des liens vers des articles approfondissant le sujet. Les termes génériques sans rapport avec le sujet sont à éviter, ainsi que les répétitions de liens vers un même terme.
- Les liens externes sont à placer uniquement dans une section « Liens externes », à la fin de l'article. Ces liens sont à choisir avec parcimonie suivant les règles définies. Si un lien sert de source à l'article, son insertion dans le texte est à faire par les notes de bas de page.
- La présentation des références doit suivre les conventions bibliographiques. Il est recommandé d'utiliser les modèles {{Ouvrage}}, {{Chapitre}}, {{Article}}, {{Lien web}} et/ou {{Bibliographie}}. Le mode d'édition visuel peut mettre en forme automatiquement les références.
- Insérer une infobox (cadre d'informations à droite) n'est pas obligatoire pour parachever la mise en page.

Pour une aide détaillée, merci de consulter Aide:Wikification.
Si vous pensez que ces points ont été résolus, vous pouvez retirer ce bandeau et améliorer la mise en forme d'un autre article.
Lutfi Mammadbeyov (en azéri : Lütfi Şahbaz oğlu Məmmədbəyov), né le 6 février 1927 à Aghdach, en république socialiste soviétique d'Azerbaïdjan, et mort le 1er février 2004 à Bakou, est un acteur, scénariste et réalisateur azerbaïdjanais, lecteur de texte, directeur artistique de films, artiste du peuple de la République d'Azerbaïdjan (1991).

## Formation
Lutfi Mammadbeyov étudie au Collège théâtral en 1943-1947. En 1961-1966, il termine l'Académie des arts du nom de Mirzagha Aliyev.

## Metteur en scène au théâtre
Après avoir obtenu son diplôme du Collège théâtrale en 1947, Lutfi Mammadbeyov travaille pendant un certain temps au Théâtre de la comédie musicale. Comme le théâtre ne fonctionne pas à la fin des années 1940, l'acteur rejoint la troupe du Théâtre des Jeunes Spectateurs. Alors qu'il travaille au Théâtre des jeunes spectateurs, il dirige le club de théâtre qu'il fonde en 1953 et qui reçoit le statut de Théâtre du peuple en 1961. Il élève plusieurs générations de grands[non neutre]acteurs azerbaïdjanais dans ce cercle. En 1961, Lutfi Mammadbeyov est invité au Théâtre dramatique national académique et y travaille jusqu'à la fin de sa vie. Il met en scène plusieurs pièces. 
Lutfi Mammadbeyov réalise plus de 60 émissions de télévision, dont Ophtalmologue, Après la pluie, Avec vous sans vous et Une étrangère. Lutfi Mammadbeyov est le premier réalisateur de séries télévisées du pays. En 1993, il crée 12 films.

## Réalisateur de films
Il a joué dans des films tels que
- Pas celle-ci, donc celle-là
- Bakhtiyar
- Le matin
- Sous le Soleil Chaud
- Ophtalmologue
- Leyli et Madjnun
- Robe magique

et d'autres

## Récompenses
- Artiste émérite de la RSS d'Azerbaïdjan - 1er juin 1974
- Artiste du peuple de la République d'Azerbaïdjan - 22 mai 1991
- Ordre de la Gloire - 13 mars 1997.
- Gagnant du prix Derviche d’or.